# Trachyrhizum
Trachyrhizum é um género botânico pertencente à família das orquídeas (Orchidaceae).